# Conizonia kalashiani
Conizonia kalashiani là một loài bọ cánh cứng trong họ Cerambycidae.